# Rühn
Rühn ist eine Gemeinde im Landkreis Rostock in Mecklenburg-Vorpommern (Deutschland). Sie wird vom Amt Bützow-Land mit Sitz in der Stadt Bützow verwaltet.

## Geografie
Die Gemeinde Rühn zwischen der Warnow und dem Rühner See schließt unmittelbar an den Südwesten der Stadt Bützow an. Weitere Seen auf dem Gemeindegebiet sind der Lange See, der Triensee und der von der Ortsbebauung Rühns umschlossene Sülzpfuhl. Die höchsten Erhebungen liegen mit dem Töpferberg (60,8 m ü. NHN) und dem Sievertsberg (58,1 m) im Nordwesten im Waldgebiet Rühner Holz. In diesem befinden sich zahlreiche kleinere Standgewässer. Das Gelände fällt zur an der südlichen Gemeindegrenze fließenden Warnow auf nur wenige Meter über Meeresspiegelniveau ab.
Umgeben wird Rühn von den Nachbargemeinden Steinhagen im Norden, Bützow im Osten, Tarnow im Süden, Warnow im Südwesten, Baumgarten im Westen sowie Bernitt im Nordwesten.
Zu Rühn gehören die Ortsteile Hof Rühn, Müggenhorst und Pustohl.

## Geschichte
Der Name des Ortes stammt wahrscheinlich vom altpolabischen Personennamen Runo ab oder ist von einem alten Flurnamen Runo gleich Fließ abgeleitet.
Mit der Gründung des Zisterzienser-Jungfrauenklosters durch Bischof Brunward von Schwerin im Jahr 1232 wurde auch der Ort Rühn (als Run) erstmals genannt. Das Kloster war vor der Säkularisation der größte Grundbesitzer der Gegend. Das Kloster wurde 1756 geschlossen.
Der Ort Rühn wurde im Dreißigjährigen Krieg fast vollständig zerstört. Von den ehemals 13 Bauernstellen blieben nur noch sechs übrig, außer den Kriegsfolgen kam 1637 noch die Pest hinzu. Viele der Einwohner flüchteten auch vor den Kriegswirren. Kurz vor Kriegsende 1642 hatten sich bereits wieder 132 Menschen in Rühn – Pustohl angesiedelt.

## Politik

### Gemeindevertretung und Bürgermeister
Der Gemeinderat besteht (inkl. Bürgermeister) aus 7 Mitgliedern. Die Wahl zum Gemeinderat am 26. Mai 2019 hatte folgende Ergebnisse:
| Partei/Bewerber                   | Prozent | Sitze |
| --------------------------------- | ------- | ----- |
| Wählergemeinschaft Feuerwehr Rühn | 50,16   | 3     |
| CDU                               | 16,86   | 1     |
| Einzelbewerber Krüger             | 16,34   | 1     |
| Einzelbewerber Jankowski          | 7,65    | 1     |

Bürgermeister der Gemeinde ist Hans-Georg Harloff, er wurde mit 96,43 % der Stimmen gewählt.

### Wappen, Flagge und Dienstsiegel
Die Gemeinde Rühn führt ein Wappen, eine Flagge und ein Dienstsiegel. Das Wappen wurde am 5. April 2007 durch das Innenministerium genehmigt und unter der Nr. 309 der Wappenrolle von Mecklenburg-Vorpommern registriert.
Wappenbeschreibung
„In Gold eine schräglinke blaue Wellenleiste, begleitet: oben von einer schwarzen gotischen Dreifenstergruppe, unten von einem schwarzen sechsspeichigen, zwölfschaufeligen Mühlrad, aus dem schräglinks ein schwarzes Hopfenblatt mit Ranke und silberner Dolde herauswächst.“
Bedeutung
Im Wappen sind die Geschichte der Gemeinde Rühn, ihre Lage an der Warnow und wichtige historische Beschäftigungszweige dargestellt. Im Jahre 1232 wurde der Ort „Run“ erstmals im Zusammenhang mit der Gründung eines Benediktinerinnen-Klosters durch Bischof Brunward von Schwerin erwähnt. Der 14. Mai 1233 gilt als eigentlicher Gründungstag: Gerhard II., Erzbischof zu Bremen, bestätigte die Einrichtung des Klosters nach der Regel des heiligen Benedikt. Im Wappen wird das Kloster durch die typische Dreifenstergruppe pars-pro-toto symbolisiert. Das Hopfenblatt, die Dolde und die Ranke weisen auf den Haupterwerbszweig Landwirtschaft hin. Zur Zeit der Klostergründung war Mecklenburg ein wichtiges Hopfenanbaugebiet. Zunächst wurde er nicht auf Feldern, sondern im Klostergarten angebaut. Laut Amtsbuch von 1579 zählte er nach Roggen und Gerste zu den wichtigsten Anbauprodukten, dessen Erträge die von Hafer, Weizen oder Buchweizen überstiegen. Das Mühlrad symbolisiert das zu früheren Zeiten im Dorf stark vertretene Handwerk. Der Überlieferung nach hatte es zwei Wassermühlen, eine am Rühner See und später eine in Hof Rühn, deren Gebäude noch vorhanden ist. Daneben gab es auch eine Windmühle. Die blaue Wellenleiste steht für die Lage der Gemeinde an der Warnow.
Flaggenbeschreibung
„Die Flagge besteht aus einem gelben Tuch. Sie ist mit den Figuren des Gemeindewappens belegt: Schräglinks geteilt durch eine blaue Wellenleiste, am Liek oben eine schwarze gotische Dreifenstergruppe, am fliegenden Ende unten ein schwarzes sechsspeichiges, zwölfschaufliges Mühlrad, aus dem schräglinks ein schwarzes Hopfenblatt mit Ranke und silberner Dolde herauswächst. Die gotische Dreifenstergruppe nimmt die Hälfte, das Mühlrad mit Hopfenblatt und Dolde 11/18 der Höhe des Flaggentuches ein; die Höhe des Flaggentuches verhält sich zur Länge wie 3 zu 5.“
Dienstsiegel
„Das Dienstsiegel zeigt das Gemeindewappen mit der Umschrift ‚ • GEMEINDE RÜHN • ‘.“

## Sehenswürdigkeiten

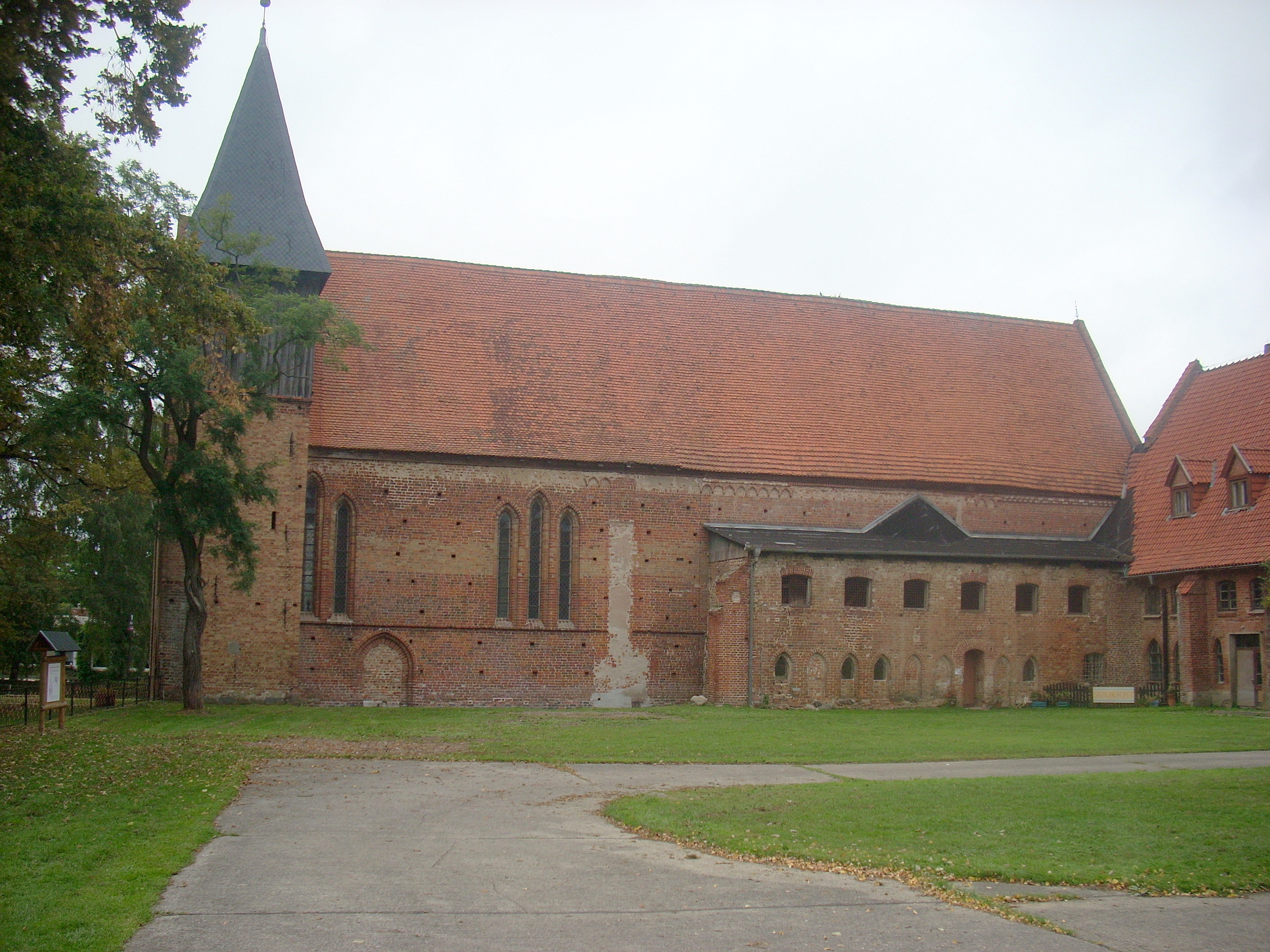
Klosterkirche Rühn

- Kloster Rühn mit einschiffiger gotische Kirche, des Weiteren das Landschaftsschutzgebiet rund um den Rühner See (Fläche: 1 km²) mit der kleinen Rehberg-Insel.

→ Siehe auch Liste der Baudenkmale in Rühn

## Verkehrsanbindung
Durch die Nähe zu Bützow ist Rühn an die Verkehrs-Infrastruktur der Stadt angeschlossen (Verbindungsstraßen in alle Richtungen sowie Bahnhof an der Strecke Schwerin–Rostock). Der Ort liegt direkt am Fernradwanderweg Hamburg – Stralsund.

## Persönlichkeiten
- Friedrich von Oertzen (1771–1848), mecklenburgischer Gerichtspräsident
- Elisabeth von Maltzahn (1868–1945), deutsche Schriftstellerin